# Farkas Elek (politikus, 1829–1894)
Inárcsi Farkas Elek (Nagykőrös, 1829. november 10. – Nagyvárad, 1894. március 6.) földbirtokos, jogász, országgyűlési képviselő, a nagykőrösi református egyház főgondnoka.

## Élete
Farkas Ferenc és Kalotsa Katalin fiaként született, 1829. november 14-én keresztelték Nagykőrösön. Iskoláit otthon, Eperjesen, Pozsonyban és Debrecenben végezte; Budapesten jogot hallgatott. 1861-ben Nagykőrösön elöljáró lett s iskolai és egyházi ügyekben tevékeny részt vett. Nagykőrösi birtokán mintagazdaságot rendezett be. 1875-től két cikluson át képviselte a nagykőrösi kerületet, mely 1884-ben újból megválasztá; előbb Deák-párti volt, később mérsékelt ellenzéki lett. Elhunyt 1894. március 6-án este 10 órakor, örök nyugalomra helyzeték 1894. március 8-án a református egyház szertartása szerint.

## Munkái
- A pesti és budai házi secretarius vagyis: a közös élet akármely helyheztetésében megkivántató levelezésre, a kereskedésbeli levelek s más hasznos irások helyes elkészítésére vezető példák. A magyar nemzet hasznára irt segédkönyv. Magában foglalván: Egy rövid grammatikát; a levelek írásmódját és ezeknek formaságait; egyházi és világi czímeket, különféle leveleket... Ezekhez járulnak Magyar, deák, német és franczia levélfelülirások... Továbbá: némely törvény- és kereskedésbeli s más idegen szók magyarázatja. Nem külömben: a szokatlanabb régi s új magyar szókat magában foglaló könyvecske. Valamint: pénztabellák, a hónapok magyar megnevezése... Végtére a magyar költőkből válogatott emlékkönyvekbe való versek. Pest, 1829. Online (2. egy geographiai szókönyvvel megbővített kiadás, Kövy Istvánnal együtt; 4. jobbított és bőv. kiadás: A legujabb magyar és német házi titoknok cz. Pest, 1835. Német czimmel is; 5. jav. és tetemesen bőv. kiadás: Legújabb házi titoknok cz. hetedik ezer példány. Pest, 1847.; 6. kiadás. Pest, év. n.; 7. jav. és a mostani törvények és viszonyokhoz alkalmazott kiadás. Pest, 1855.; 8. kiadás: Legújabb szerkezetű népszerű magyar levelező és házi ügyvéd cz. Pest, 1863.; 11. kiadás. Bpest, 1875. és 1888.; 11. kiadás: Népszerű magyar levelező és házi ügyvéd cz. Pest, 1889. Az újabb kiadások csak F. Elek neve alatt jelentek meg.)
- Legújabb és legtömöttebb német-magyar és magyar-német zsebszókönyv. A magyar nyelv újabb és legújabb alakulását tekintve legújabb kutfők után. Sterotyp-kiadás. Pest, 1848-1851. Két kötet; 2. lenyomat. Pest, 1853.; 3. lenyomat. Pest, 1854.; 5. kiadás. Pest, 1868; Bpest 1878.
- Latin-magyar szótár a legujabb források után. Pest, 1865.
- Nagy-Kőrös városa országgyűlési képviselőjének beszámoló nyilatkozata választóihoz! Nagy-Kőrös, 1878.